# Terence Telle
 (janvier 2021).
Terence Telle est un mannequin et acteur français, né le 15 octobre 1991 à Aubervilliers.

## Biographie

### Enfance et formation
Terence Telle est né d'un père martiniquais et d'une mère française ayant des origines slovaques. Il a grandi à Paris avec sa mère. Il a fait des études d'architecture et d'ingénierie avant de débuter sa carrière de mannequin.

### Acteur et mannequin
En 2012, Terence Telle est repéré par l'agence de mannequin Your Angel pour qui il accepte de suivre le directeur Jean-Yves Zamor. En 2013, il part aux États-Unis. Il y travaille principalement à New York pour différentes marques de mode masculine au sein de l'agence Soul Artist Management NYC et Success Models Paris. Particulièrement présent dans le milieu de la publicité, il est l'égérie de plusieurs campagnes publicitaires internationales, notamment pour les marques Calvin Klein, H&M, Tommy Hilfiger ou Ralph Lauren. À plusieurs reprises, il monte sur les podiums en Europe pour des défilés de mode masculine à Milan en Italie (pour Versace, Etro, Giorgio Armani et Emporio Armani), ou à Paris en France (pour Issey Miyake),,,,.
À l'automne 2018, Terence Telle participe à la neuvième saison de l'émission Danse avec les stars sur TF1, aux côtés de la danseuse Fauve Hautot, et termine troisième de la compétition. Alors inconnu du grand public, le jeune homme compte ainsi en profiter pour développer sa popularité en France et faire connaître ses activités afin de se lancer dans le milieu du petit ou grand écran[réf. nécessaire].
En octobre 2019, il joue dans le téléfilm Trop jeune pour moi de Jérémy Minui aux côtés d'Hélène de Fougerolles, Loyan Pons de Vier et d'Arielle Dombasle pour TF1, téléfilm diffusé le 31 août 2020.
Depuis 2020, pour TF1, il est engagé comme personnage principal dans la nouvelle série Ici tout commence où il interprète le rôle de Gaëtan Rivière.
En octobre 2021, il joue le rôle de Damien, le copain d'Anthony, dans le téléfilm À tes côtés, diffusé sur TF1, avec Jarry, Didier Bourdon et Marie-Anne Chazel.

## Filmographie

### Télévision
Séries télévisées
- Depuis 2020 : Ici tout commence de Coline Assous, Eric Fuhrer et Othman Mahfoud : Gaëtan Rivière
- 2022 : Tropiques criminels de Eric Eider, Ivan Piettre et Thierry Sorel : Tommy (saison 3, épisode 3)
- 2025 : Dear You de Julie-Albertine Simonney et Sébastien Le Délézir : Naïm

Téléfilms
- 2020 : Trop jeune pour moi de Jérémy Minui : Max
- 2021 : À tes côtés de Gilles Paquet-Brenner : Damien
- 2022 : La dernière Reine de Tahiti de Adeline Darraux : Ariifaaité
- 2024 : Les Capone attendent un bébé de Gaël Leforestier : le médecin

#### Émissions de télévision
- 2018 : Danse avec les stars, saison 9 sur TF1
- 2019 : Fort Boyard sur France 2
- 2020 : Boyard Land sur France 2
- 2021 : Le Grand Quiz sur TF1
- 2022 : Les Plus Belles Vacances sur TF1
- 2022 : Fort Boyard sur France 2
- 2023 : Le Meilleur Pâtissier, spécial célébrités, saison 6 sur Gulli
- 2025 : The Island : l’île du bagne sur M6
- 2025 : Les Traîtres, saison 4 sur M6